# دمیترو اولینیک
دمیترو اولینیک (اوکراینی: Дмитро Русланович Олійник؛ زادهٔ ۲۵ فوریهٔ ۱۹۹۳) بازیکن فوتبال اهل اوکراین است.